# Henry Hamel
Pour les articles homonymes, voir Hamel.
Louis-Henri Thomas dit Henry Hamel (1861-1906) est un journaliste, critique d'art, dessinateur et caricaturiste français, signant parfois Lemah.

## Biographie

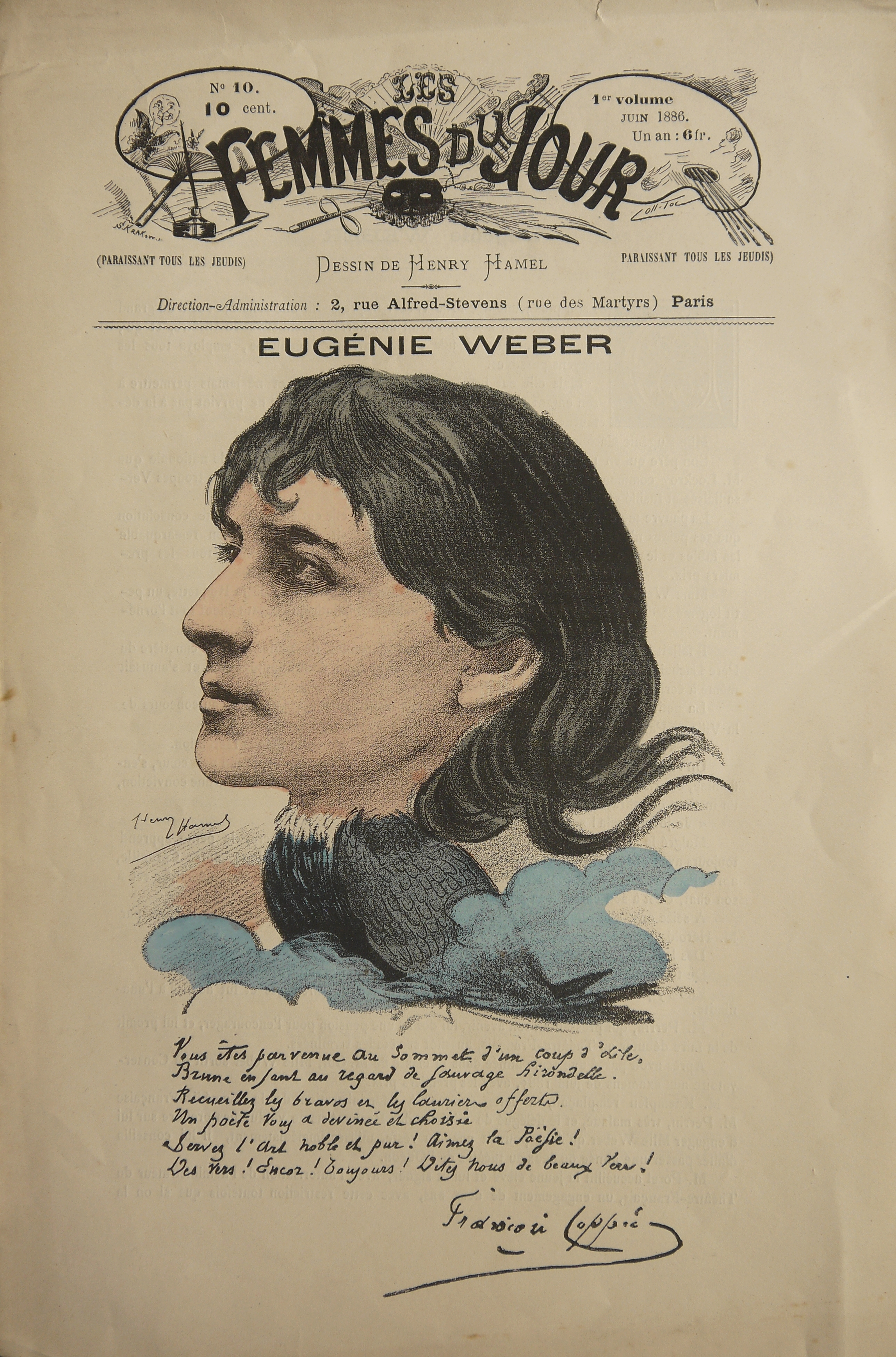
Portrait de Caroline-Eugénie Segond-Weber pour le no 10 des Femmes du jour, 1886.

Né le 5 juin 1861 à Condé-Sainte-Libiaire, il est le fils du sculpteur ornemaniste Émile Thomas dit Hamel et de Aimée-Eugénie Jonval, et le petit-fils de l'ingénieur Nicolas-Joseph Jonval,.
Dans sa jeunesse, il reçoit un enseignement artistique d'Emmanuel Frémiet, de Diogène Maillart, de Ch. Pipard (1832-?) et de Jean-Léon Gérôme. Il publie une suite graphique remarquée, Nos flatteurs. Il produit des caricatures pour Le Boulevardier (1882), Paris s'amuse (1882-1883), Le Charivari (1884-1886), Comic-Annonces, Le Monde moderne (1885), La Chronique parisienne (1887).
Il expose des portraits dessinés au Salon des artistes français à partir de 1880, puis des lithographies. Sa dernière apparition y remonte à 1901.
Il est le fondateur de la La Revue des beaux-arts (1889-1899), puis en 1893, de La Revue parisienne et devient critique d'art à La France. 
En 1891, il est élu président de la Société des artistes lithographes français, succédant à Alfred Lemercier. Six ans plus tard, il en démissionne et part fonder avec d'autres artistes la Société des peintres-lithographes, dont font notamment partie Henri Fantin-Latour, Jules Chéret et Albert Robida.
Il est nommé chevalier de la Légion d'honneur le 20 juin 1896. La même année, il est élu vice-président du comité du l'exposition du Centenaire de la Lithographie. À partir de 1897, il exerce la fonction d'expert auprès des tribunaux de la Seine.
Il prend la direction du Journal des artistes à partir du 17 août 1898, remplaçant Henry Bataille et Raoul Sertat.
Il meurt en janvier 1906 dans sa villa de Le Perreux-sur-Marne.

## Documentation
Un fonds documentaire le concernant est conservé à l'Institut national d'histoire de l'art.